# Dan Butler
Pour les articles homonymes, voir Dan Butler (homonymie) et Butler.
Dan Butler est un acteur américain né le 2 décembre 1954 à Fort Wayne, Indiana (États-Unis).

## Filmographie
- 1982 : Country Gold (TV) : Jonathan
- 1986 : The Last Days of Frank and Jesse James (TV) : New York reporter
- 1986 : The Manhattan Project de Marshall Brickman : SWAT Team (Medatomics Lab)
- 1986 : Le Sixième Sens (Manhunter) de  Michael Mann : Jimmy Price
- 1990 : Un compagnon de longue date (Longtime Companion) : Walter
- 1990 : Everyday Heroes (TV) : Dennis Peterson
- 1990 : La Liberté au bout du chemin (The Long Walk Home) de Richard Pearce : Charlie
- 1991 : Le Silence des agneaux (The Silence of the Lambs) de Jonathan Demme : Roden
- 1991 : The Rape of Doctor Willis (TV) : Styvesant
- 1992 : Columbo - A chacun son heure (Columbo: No Time to Die) (TV) : Sergeant Goodman
- 1992 : Frannie's Turn (en) (série télévisée) : Father Anthony
- 1992 : Captain Ron de Thom Eberhardt : Bill Zachery
- 1992 : From the Files of Joseph Wambaugh: A Jury of One (TV)
- 1993 : Président d'un jour (Dave) d'Ivan Reitman : Reporter
- 1993 - 2004 : Frasier (46 épisodes) (série télévisée) Bob « Bulldog » Briscoe
- 1993 : Soleil levant (Rising Sun) de Philip Kaufman : Ken Shubik
- 1994 : Les Complices (I Love Trouble) de Charles Shyer : Wilson Chess
- 1995 : X-Files (série télévisée, saison 2 épisode La Main de l'enfer) : Jim Ausbury
- 1996 : The Assassination File (TV) : Harvey Young
- 1996 : Le Fan (The Fan) de Tony Scott : Garrity
- 1996 : Hé Arnold ! (série télévisée) : Mr. Simmons (1997-) (voix)
- 1998 : De la Terre à la Lune ("From the Earth to the Moon") (feuilleton TV) : Flight Director Eugene Kranz
- 1998 : Les Chroniques de San Francisco II ("More Tales of the City") (feuilleton TV) : Edward Bass Matheson
- 1998 : Ennemi d'État (Enemy of the State) de Tony Scott : NSA Director Shaffer
- 1999 : Clowns : Clown no 1
- 1999 : The Sissy Duckling (TV) (voix)
- 2002 : Les 20 Premiers Millions de Mick Jackson : Lloyd
- 2002 : Fixing Frank de Michael Selditch : Le docteur Apsey
- 2002 : Sniper 2 (TV) : Eckles
- 2004 : Geldersma : Bruce Sobel
- 2005 : Canard, canard, putain d'oie! (en) (Duck, Duck, Goose!) : Le Creepy Guy
- 2005 : Supernatural (TV) le révérend Sorenson
- 2007 : Monk (Saison 5, épisode 16) (série télévisée) : Dr David Scott
- 2009 : Bobby, seul contre tous (Prayers for Bobby) (TV) : Le révérend Whitsell
- 2017 : The Mist (TV) : Père Romanov
- 2022 : Blonde d'Andrew Dominik : I.E. Shinn